# 미국 감독 조합상

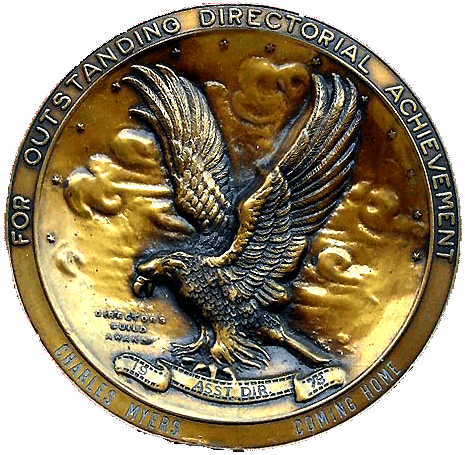

미국 감독 조합상(Directors Guild of America Award)은 미국 감독 조합(Directors Guild of America, DGA)이 해마다 수여하는 상이자 시상식이다. 제1회 DGA상은 1938년 데이비드 와크 그리피스에 수여된 명예상(Honorary Life Member)이다.

## 분류
- 감독상(공로부문)
- 감독상(영화부문)
- 감독상(신인감독부문)
- 감독상(TV영화부문)
- 감독상(TV정기편성부문)
- 감독상(특별부문)
- 감독상(TV부문)
- 감독상(드라마시리즈)
- 감독상(심야드라마시리즈)
- 감독상(주간드라마시리즈)
- 감독상(미니시리즈)
- 감독상(코미디시리즈)
- 감독상(뮤지컬버라이어티)
- 감독상(리얼리티쇼)
- 감독상(어린이프로그램)
- 감독상(다큐멘터리부문)
- 감독상(광고부문)
- DGA 학생필름상(AFRICAN-AMERICAN)
- DGA 학생필름상(ASIAN-AMERICAN)
- DGA 학생필름상(LATINO)
- DGA 학생필름상(WOMEN)
- DGA 영예상
- 다이버시티 상
- 존 휴스턴 상
- 공로상
- 명예상
- 로버트 B. 알드리치 상
- 프랑크 카프라 상
- 프랭크린 J. 샤프너 상
- 신인 감독상
- 스포츠 감독상
- 골든 쥬빌리 특별상
- 프레스톤 스터지스 상
- 대통령상

## 시상식
- 제1회 미국 감독 조합상 (1948년)
- 제2회 미국 감독 조합상 (1949년)
- 제3회 미국 감독 조합상 (1950년)
- 제4회 미국 감독 조합상 (1951년)
- 제5회 미국 감독 조합상 (1952년)
- 제6회 미국 감독 조합상 (1953년)
- 제7회 미국 감독 조합상 (1954년)
- 제8회 미국 감독 조합상 (1955년)
- 제9회 미국 감독 조합상 (1956년)
- 제10회 미국 감독 조합상 (1957년)
- 제11회 미국 감독 조합상 (1958년)
- 제12회 미국 감독 조합상 (1959년)
- 제13회 미국 감독 조합상 (1960년)
- 제14회 미국 감독 조합상 (1961년)
- 제15회 미국 감독 조합상 (1962년)
- 제16회 미국 감독 조합상 (1963년)
- 제17회 미국 감독 조합상 (1964년)
- 제18회 미국 감독 조합상 (1965년)
- 제19회 미국 감독 조합상 (1966년)
- 제20회 미국 감독 조합상 (1967년)
- 제21회 미국 감독 조합상 (1968년)
- 제22회 미국 감독 조합상 (1969년)
- 제23회 미국 감독 조합상 (1970년)
- 제24회 미국 감독 조합상 (1971년)
- 제25회 미국 감독 조합상 (1972년)
- 제26회 미국 감독 조합상 (1973년)
- 제27회 미국 감독 조합상 (1974년)
- 제28회 미국 감독 조합상 (1975년)
- 제29회 미국 감독 조합상 (1976년)
- 제30회 미국 감독 조합상 (1977년)
- 제31회 미국 감독 조합상 (1978년)
- 제32회 미국 감독 조합상 (1979년)
- 제33회 미국 감독 조합상 (1980년)
- 제34회 미국 감독 조합상 (1981년)
- 제35회 미국 감독 조합상 (1982년)
- 제36회 미국 감독 조합상 (1983년)
- 제37회 미국 감독 조합상 (1984년)
- 제38회 미국 감독 조합상 (1985년)
- 제39회 미국 감독 조합상 (1986년)
- 제40회 미국 감독 조합상 (1987년)
- 제41회 미국 감독 조합상 (1988년)
- 제42회 미국 감독 조합상 (1989년)
- 제43회 미국 감독 조합상 (1990년)
- 제44회 미국 감독 조합상 (1991년)
- 제45회 미국 감독 조합상 (1992년)
- 제46회 미국 감독 조합상 (1993년)
- 제47회 미국 감독 조합상 (1994년)
- 제48회 미국 감독 조합상 (1995년)
- 제49회 미국 감독 조합상 (1996년)
- 제50회 미국 감독 조합상 (1997년)
- 제51회 미국 감독 조합상 (1998년)
- 제52회 미국 감독 조합상 (1999년)
- 제53회 미국 감독 조합상 (2000년)
- 제54회 미국 감독 조합상 (2001년)
- 제55회 미국 감독 조합상 (2002년)
- 제56회 미국 감독 조합상 (2003년)
- 제57회 미국 감독 조합상 (2004년)
- 제58회 미국 감독 조합상 (2005년)
- 제59회 미국 감독 조합상 (2006년)
- 제60회 미국 감독 조합상 (2007년)
- 제61회 미국 감독 조합상 (2008년)
- 제62회 미국 감독 조합상 (2009년)
- 제63회 미국 감독 조합상 (2010년)
- 제64회 미국 감독 조합상 (2011년)
- 제65회 미국 감독 조합상 (2012년)
- 제66회 미국 감독 조합상 (2013년)
- 제67회 미국 감독 조합상 (2014년)
- 제68회 미국 감독 조합상 (2015년)
- 제69회 미국 감독 조합상 (2016년)
- 제70회 미국 감독 조합상 (2017년)
- 제71회 미국 감독 조합상 (2018년)
- 제72회 미국 감독 조합상 (2019년)
- 제73회 미국 감독 조합상 (2020년)
- 제74회 미국 감독 조합상 (2021년)
- 제75회 미국 감독 조합상 (2022년)